# Аткин, Феодор
Феодо́р Аткин (фр. Féodor Atkine; род. 27 февраля 1948) — французский актёр. Сыграл во французском кино огромное множество ролей второго плана. В частности, известен по фильмам Эрика Ромера. Также активен как актёр озвучивания.

## Биография
Родился в Париже. Отец его был русским, мать полькой. Детство провёл в Латинской Америке.
Вернулся во Францию и учился театральной игре на курсах драматического искусства у Жана-Лорана Коше. Выступал в театре как танцор, мим и комик.
В начале 70-х годов началась его карьера в кино. Свою первую кинороль Аткин сыграл в фильме Жана-Франсуа Бизо La route (1972). К середине 70-х —  когда он появился, в частности, в роли русского солдата у Вуди Аллена в фильме «Любовь и смерть» (1975), а также у Сидни Поллака в фильме «Бобби Дирфилд» (1978) — карьера Аткина уже приобрела международный размах.
Говорит на семи языках, в том числе на русском, японском и каталонском.
В фильме Педро Альмодовара «Высокие каблуки» (1991) сыграл неверного мужа Виктории Абриль.

## Избранная фильмография
- 1973 — День Шакала — молодой ОАСовец
- 1974 — Буддийская монахиня или компромисс дочери века — Жерар
- 1975 — Любовь и смерть — Михаил
- 1977 — Бобби Дирфилд (Жизнь взаймы) — Томми
- 1979 — Операция «Чудовище»
- 1980 — Инспектор-разиня — Мерлино
- 1980 — Троих нужно убрать — Леблан
- 1980 — Придурки на экзаменах — отец MC²
- 1982 — Выгодная партия — Симон
- 1982 — Шок — Боревич
- 1983 — Полина на пляже — Анри
- 1986 — Охотник за нацистами: История Беаты Кларсфелд — Люк Плейель
- 1988 — Не будите спящего полицейского — Пьер Стадлер
- 1990 — Винсент и Тео — доктор Пейрон
- 1990 — Генри и Джун —  испанский учитель танцев
- 1991 — Высокие каблуки — Мануэль Жене
- 1993 — Операция «Мутанты» — Кауфман
- 1995 — Нестор Бурма — Сандро Тедесчи
- 1997 — Тысяча чудес Вселенной — миссис/мистер Пурпур
- 1998 — Ронин — Микки
- 1999 — Шпионские игры, или История вершится ночью (англ. Spy Games / History Is Made at Night) — Романов, русский мафиози
- 2004 — Александр — отец Роксаны
- 2010 — Столпы Земли — Аббат Сугерий
- 2012 — Любовь на кончиках пальцев — Андре Жапи
- 2014 — Французский транзит — Гастон Деферр

## Награды
- 1988: Premios ACE (Нью-Йорк) — Приз за лучшую мужскую роль второго плана (за фильм Бигаса Луны «Лола»)